# Turbinella angulata

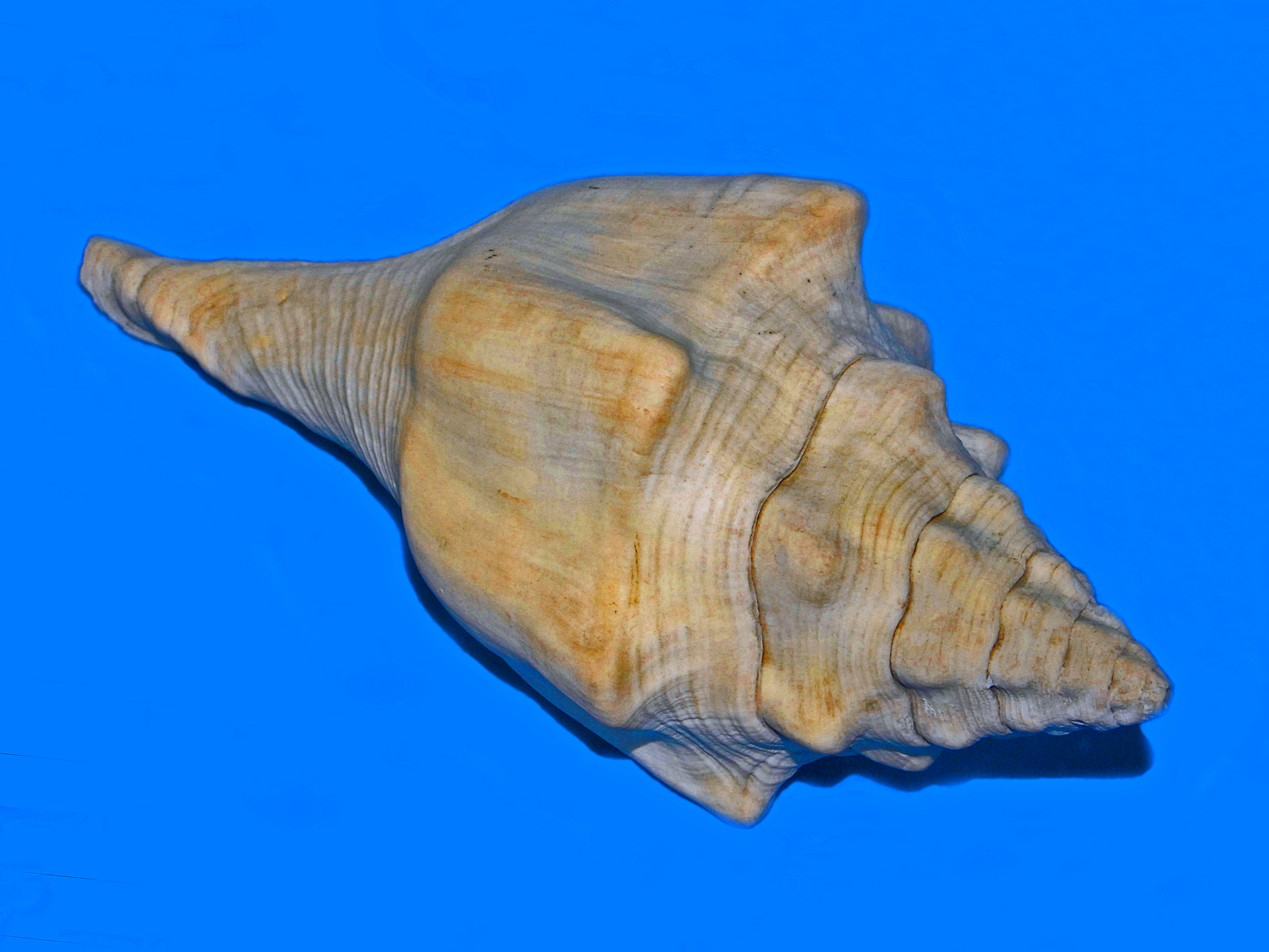
Gehäuse von Turbinella angulata

Turbinella angulata ist der Name einer Schnecke aus der Familie der Turbinellidae (Gattung Turbinella), die im Westatlantik und der Karibik verbreitet ist. Sie ernährt sich vor allem von Polychaeten.

## Merkmale
Das große, schwere, spindelförmige Schneckenhaus von Turbinella angulata erreicht bei ausgewachsenen Schnecken eine Länge von etwa 13 bis 25 cm, bisweilen bis zu 50 cm und hat etwa 6 Umgänge. Das Gewinde ist mäßig hoch mit einem stumpf gerundeten Apex. Das Gehäuse ist skulpturiert mit 8 bis 10 vorragenden Rippen, die an der Schulter angewinkelt sind. Die Spindel hat 3 kräftige Falten. Die Oberfläche der Schale ist weiß gefärbt, während das Innere der Gehäusemündung rosa oder orange sein kann.

## Verbreitung und Vorkommen
Turbinella angulata ist im westlichen Atlantischen Ozean von den Florida Keys und Bahamas bis hin nach Kuba, der Dominikanischen Republik, Jamaika und Haiti sowie an der karibischen Küste von Mexiko, Belize, Honduras, Nicaragua, Costa Rica, Panama und Kolumbien verbreitet.
Turbinella angulata lebt in der Gezeitenzone und darunter sowohl auf Sand und Schlamm als auch auf Fels und in Mangroven in Tiefen bis zu 45 m.

## Nahrung
Turbinella angulata ernährt sich von Vielborstern wie auch von Spritzwürmern unter anderem der Gattung Siphonosoma.

## Lebenszyklus
Wie andere Neuschnecken ist Turbinella angulata getrenntgeschlechtlich. Das Männchen begattet das Weibchen mit seinem Penis. Die Entwicklung zur fertigen Schnecke läuft in Gänze innerhalb der Eikapseln ab, die zur Ernährung reich an Eiklar sind.